# Foxův záliv
Foxův záliv je mělká oceánská pánev v Kanadě, severně od Hudsonova zálivu, mezi Baffinovým ostrovem a Melvillovým poloostrovem. Vodní plocha je dlouhá 480 kilometrů a široká 180–230 kilometrů. Po většinu roku je záliv pokryt mořským ledem. Byl pojmenován podle anglického výzkumníka Luka Foxe, který v roce 1631 záliv objevil a poprvé prozkoumal.

## Biologický význam
Vody zde jsou bohaté na živiny. Velryby grónské každé léto migrují do severní části zálivu.
Foxův záliv je široký a převážně mělký. Hloubka na severu zálivu většinou nedosahuje ani 100 metrů, na jihu však hloubka stoupá až na 400 metrů.